# بروس دومبولو
بروس دومبولو (انگلیسی: Bruce Dombolo؛ زادهٔ ۲۷ مهٔ ۱۹۸۵) بازیکن فوتبال اهل فرانسه است.
از باشگاه‌هایی که در آن بازی کرده‌است می‌توان به باشگاه فوتبال آنکونا اشاره کرد.